# Phare d'Åsvær
Le phare d'Åsvær (en norvégien : Åsvær fyr) est un phare côtier de la commune de Dønna, dans le Comté de Nordland (Norvège). Il est géré par l'administration côtière norvégienne (en norvégien : Kystverket).
Le phare actuel est classé patrimoine culturel par le Riksantikvaren depuis 2000.

## Histoire
Le premier phare a été construit en 1876 sur la petite île d'Åsvær à environ 6 km au nord-ouest de Lovund et 15 km  au nord-ouest de Solfjellsjøen sur l'île de Dønna. C'était une tour attachée à une maison de gardien en pierre d'un étage. L'édifice est maintenant en ruine.
Le phare actuel a été mis en service en 1919. Il a été automatisé en 1980.

## Description
Le phare, est une tour conique en fonte de 18,5 mètres de haut, avec galerie et lanterne montée sur une base en pierre. La tour, qui est peinte en rouge, est attenante à une maison de gardien de 2 étages. Son feu à occultations émet, à une hauteur focale de 24,5 mètres,deux éclats (blanc, rouge et vert selon différents secteurs) toutes les 8 secondes. Sa portée nominale est de 16 milles nautiques (environ 30 km) pour le feu blanc.
Identifiant : ARLHS : NOR-290 ; NF-6573 - Amirauté : L2338 - NGA : 10140.

### article connexe
- Liste des phares de Norvège